# Yaiza Canzani Garcia

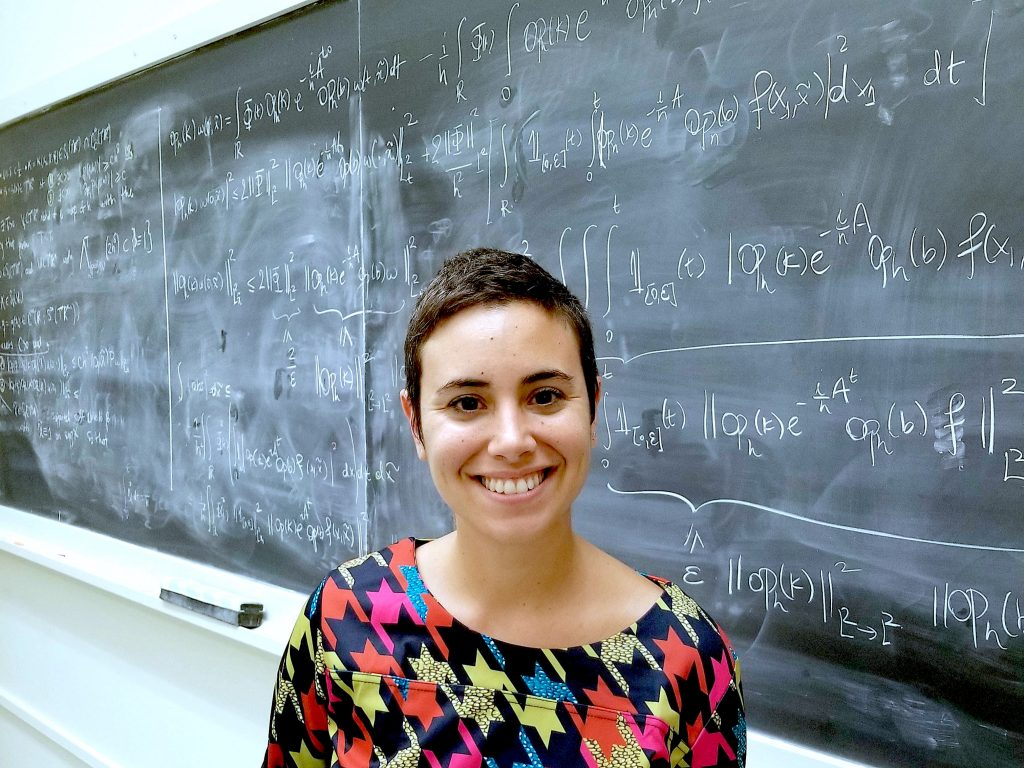
Yaiza Canzani Garcia

Yaiza Canzani García (* 25. Februar 1987 in Blanes) ist eine spanisch-uruguayische Mathematikerin, die für ihre Arbeit auf dem Gebiet der Analysis, insbesondere im Bereich der Spektralgeometrie und der Mikrolokalen Analysis, bekannt ist. Sie ist Associate Professor für Mathematik an der University of North Carolina at Chapel Hill.

## Ausbildung und Karriere
Canzani wurde am 25. Februar 1987 in Blanes in Spanien geboren und wuchs in Uruguay auf. Sie studierte an der Universidad de la República in Uruguay, wo sie 2008 ihren Bachelor in Mathematik machte. Sie promovierte 2013 an der McGill University in Montreal mit der Dissertation Spectral Geometry of Conformally Covariant Operators, die gemeinsam von Dmitry Jakobson und John Toth betreut wurde.
Nach dem Postdoktorandenstudium am Institute for Advanced Study und als Benjamin-Peirce-Fellow an der Harvard University wurde sie 2016 Assistant Professor für Mathematik an der University of North Carolina at Chapel Hill. 2021 wurde sie zum Associate Professor befördert.

## Mathematische Ehrungen
Canzani erhielt einen National Science Foundation Career Award und ein Sloan Research Fellowship. Ihr wurde der AWM-Sadosky-Forschungspreis in Analysis der Association for Women in Mathematics des Jahres 2022 zuerkannt. Der Preis wurde ihr „in Anerkennung für ihre herausragenden Beiträge zur Spektralgeometrie und mikrolokaler Analysis“ verliehen, wobei ihre „durchschlagenden Ergebnisse zu Knotenmengen, Zufallswellen, Weyl-Gesetzen, {\displaystyle L^{p}}-Normen und anderen Problemen von Eigenfunktionen und Eigenwerten auf Riemannschen Mannigfaltigkeiten“ zitiert wurden.